# 名古屋市衛生研究所

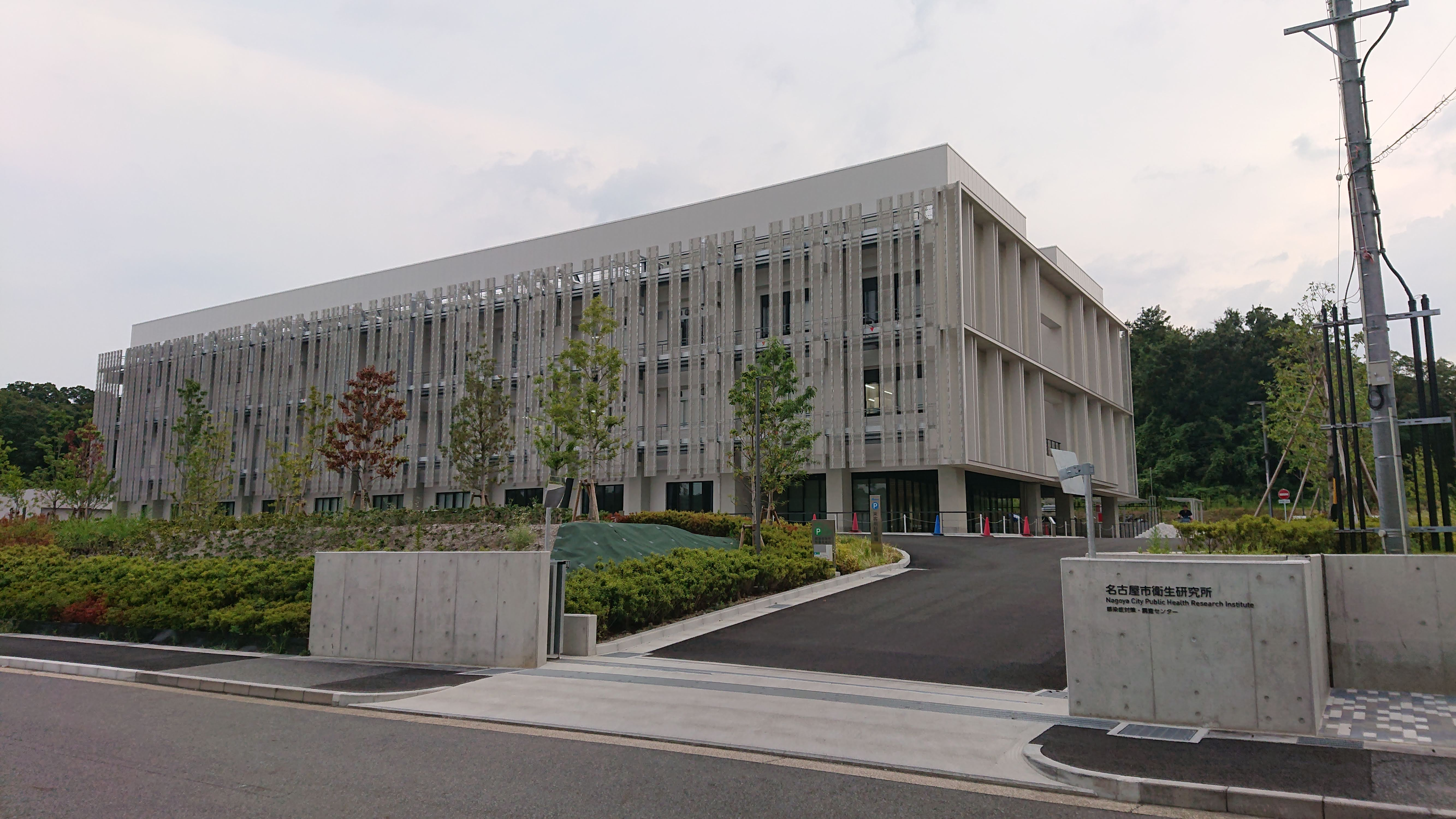
名古屋市衛生研究所（守山区下志段味、2020年8月）

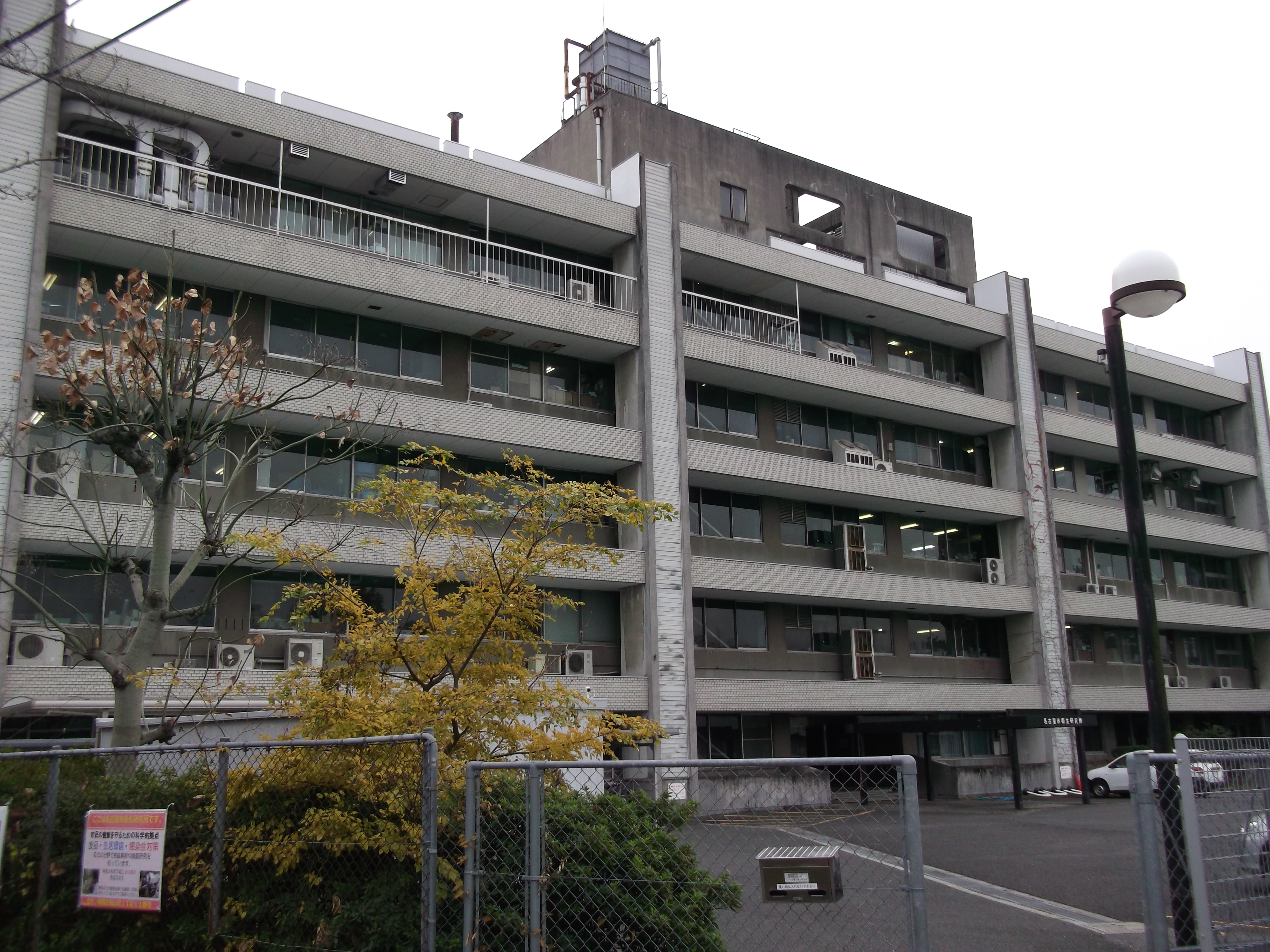
名古屋市衛生研究所（瑞穂区萩山町の旧庁舎、2013年12月）

名古屋市衛生研究所（なごやしえいせいけんきゅうじょ）は、名古屋市守山区桜坂にある名古屋市の研究所。

## 沿革
- 1923年（大正12年）
  - 2月 - 名古屋市会において「衛生研究所設置案」が議決される[1]。
  - 8月 - 名古屋市立城東病院において開設準備がなされる[1]。
- 1924年（大正13年） - 開所[1]。
- 1934年（昭和9年）3月 - 名古屋市中区新栄町1-8（当時の名古屋市役所庁舎内）に移転する[1]。
- 1944年（昭和19年）
  - 7月 - 名古屋市中村区日比津町字道下204に新庁舎が竣工し、移転[1]。同時に「衛生研究所」と改称[1]。
  - 9月 - 附属栄養士養成所が開設される[1]。
- 1953年（昭和28年）9月 - 栄養士養成所が名古屋市立栄養専門学院と改称される[1]。
- 1966年（昭和41年）12月 - 名古屋市瑞穂区萩山町1-11に新庁舎が竣工し、移転[1]。また、旧名古屋市立大学薬学部跡に栄養専門学院を移転[1]。
- 2003年（平成15年）3月 - 名古屋市立栄養専門学院が閉校[1]。
- 2020年（令和2年）
  - 2月1日 - 移転準備中の新庁舎において、新型コロナウイルス感染症への検査態勢が整う[2]。PCR法とリアルタイムPCR法の双方に対応する[2]。
  - 4月1日 - 名古屋市守山区大字下志段味字穴ケ洞2266番132に移転し、業務開始[3]。
- 2022年（令和4年）
  - 11月26日 - 区画整理により大字下志段味から桜坂に町名変更。